# Totengespräche
Das Totengespräch (auch Lukianische Gattung) ist eine Literaturgattung, die aus einer besonderen Form des Prosadialogs im ernstkomischen Stil der menippeischen Satire besteht. Die Totengespräche beinhalten fiktive Gespräche zwischen historischen oder mythologischen Figuren im Totenreich, wodurch Tadel an der Menschheit im Allgemeinen oder auch spezifischere Zeitkritik geübt wird.

## Tradition

### Antike und Renaissance
Die ersten Totengespräche der europäischen Literaturgeschichte sind die Nekrikoi dialogoi (altgriechisch Νεκρικοί διάλογοι) des Lukian von Samosata (ca. 165 n. Chr.). Bedeutendes Interesse wurde den Lukianischen Totengesprächen jedoch erst im Humanismus zuteil, beginnend durch eine Übersetzung eines Totengesprächs Lukians ins Deutsche durch Johannes Reuchlin im Jahr 1495. 1512 veröffentlichte Erasmus von Rotterdam eine Interpretation der Lukianischen Totengespräche, außerdem beeinflussten sie Ulrich von Huttens Dialoge.

### Neuzeit
Die Entwicklung zu einer europäischen Literaturgattung erfolgte mit Nicolas Boileaus Satires (1666), Bernard le Bovier de Fontenelles Dialogues des morts (1683), David Faßmanns Monatszeitschrift Gespräche in dem Reiche derer Todten (1718–1739) sowie den Lukian-Übersetzungen von Johann Christoph Gottsched und Christoph Martin Wieland und Wielands eigenen Werken, darunter Die Dialoge im Elysium (1780) und Neue Göttergespräche (1791); Johann Wolfgang von Goethe bediente sich der Totengespräche in seiner gegen Wieland gerichteten satirischen Farce Götter, Helden und Wieland (1774). François Fénelon legte 1712 Totengespräche vor, die nicht satirisch, sondern didaktisch für die Erziehung der französischen Prinzen angelegt waren. Der preußische König Friedrich II. bediente sich 1772 und 1773 der Gattung, um gegen seine politische Gegner, darunter den Duc de Choiseul und die Marquise de Pompadour zu polemisieren. Spätere Vertreter der Totengespräche waren Franz Grillparzer (1804 und 1841) und Fritz Mauthner (1906). Während bei diesen noch Ironie und Polemik herrschten, neigten Paul Ernsts Erdachte Gespräche eher zu philosophierender Didaktik. Vgl. auch Hans Magnus Enzensberger (2008), Hammerstein oder Der Eigensinn. Eine deutsche Geschichte: darin sein Postskriptum.
Historische Bedeutung erlangte die satirische Schrift Dialogue aux enfers entre Machiavel et Montesquieu („Gespräche in der Unterwelt zwischen Machiavelli und Montesquieu“) des Franzosen Maurice Joly, die 1864 anonym in Brüssel erschien. Darin lässt der Verfasser den französischen Aufklärer mit dem italienischen Renaissance-Philosophen streiten, dem die zynische Verteidigung einer moralfreien politischen Tyrannei in den Mund gelegt wurde, wie sie Joly in der Herrschaft Napoleons III. erblickte. Der Dialogue aux enfers … liegt den Protokollen der Weisen von Zion zugrunde, einer antisemitischen Hetzschrift, die um 1900 verfasst wurde. Die anonymen Fälscher plagiierten Jolys Text und legten die zynischen Machteroberungspläne einfach den Juden in den Mund, um eine jüdische Weltverschwörung glaubhaft zu machen.
Stilmittel der Totengespräche finden sich auch in Bertolt Brechts Das Verhör des Lukullus (1939).
Jüngere Beispiele sind Arno Schmidts Dichtergespräche im Elysium (1941), Jean-Paul Sartres Geschlossene Gesellschaft (1944), Hans Magnus Enzensbergers Ohne uns. Ein Totengespräch (1999) sowie Walter Jens’ Der Teufel lebt nicht mehr, mein Herr! Erdachte Monologe, imaginäre Gespräche (2001).
Milan Kundera lässt in seiner Unsterblichkeit Ernest Hemingway und Johann Wolfgang von Goethe sich miteinander unterhaltend durch das Jenseits gehen.